# Ormosia taeniocera
Ormosia taeniocera là một loài ruồi trong họ Limoniidae. Chúng phân bố ở miền Tân bắc.